# Рахин (Лимерик)
Рахин (англ. Raheen; ирл. Ráithín, «небольшая крепость») — деревня в Ирландии, находится в графстве Лимерик (провинция Манстер).
Население — 3938 человек (по переписи 2006 года). При этом, население пригородов (environs) — 1977 человек.